# 布鲁娜·德葆拉
布鲁娜·德葆拉（葡萄牙語：Bruna de Paula，1996年9月26日—）生于米纳斯吉拉斯州坎佩斯特里，是一名巴西女子手球运动员，场上位置是左内锋。她童年时帮家人卖冰棒，以帮助家庭缓解经济上的困难。后来，她受学校体育教师的鼓励，在家乡开始练习手球。2015年，她入选成年国家队，并于同年首次随队参加世界锦标赛。